# Liberland
Liberland Szabad Köztársaság egy magát mikronemzetnek tartó szerveződés (mások által el nem ismert mikroállam), amely „igényt tart” egy Szerbia és Horvátország közötti nemzetközileg vitatott jogállású, a Drávaközben, a Duna jobb partján, Vörösmart közelében fekvő 7 km2-es sziget területére. 2015. április 13-án jelentette be új állam létrejöttét Vít Jedlička, a cseh Szabad Polgárok Pártjának egyik tagja, aki egyben az állam első elnöke is lett.
A szigetállam számára létrehoztak egy honlapot, amelyen keresztül lehet regisztrálni és állampolgárságot igényelni. Liberland hivatalos mottója csehül "Žít a nechat žít", magyarul „Élni és élni hagyni”.
Vít Jedlička célja egy olyan társadalmat létrehozni, ahol a tisztességes emberek anélkül érvényesülhetnek, hogy az állam felesleges szabályokkal és adókkal keserítené meg az életüket. Az államalapítót olyan államok inspirálták mint Monaco, Liechtenstein vagy Hongkong. Liberland hivatalos nyelve eredetileg csak a cseh volt, később az angol is az lett.

## Története

### Államalapítás

A Liberland által igényelt terület a legnagyobb zöld színű terület, amelyet a térképen "Siga"-ként jelölnek. A határok eltérő értelmezései miatt a sárga színű területekre Szerbia és Horvátország is egyaránt igényt tart, viszont a zöld színnel jelölt terület Horvátország szerint Szerbia részét képezik, ellenben Szerbia nem tart fenn igényt rá.
Vitatott területek
Liberland által igényelt terület

Liberland a Drávaközben, a Duna jobb partján található holtágak egyikének ölelésében fekszik, a hajdani Sziga-sziget és a szomszédságában fekvő kis zátony-sziget alkotja. A Drávaköz a II. világháború után Magyarországtól Jugoszláviához, azon belül pedig Horvátországhoz került. A belső közigazgatási határokat a Đilas-bizottság állapította meg, ennek során a Dunánál gyakorlatilag érvényben hagyva a korábbi megyék közti folyami határt, amely a folyó szabályozás előtti középvonalát, illetve az azon alapuló kataszteri, vagy más néven települési közigazgatási határokat követte. A folyamszabályozás óta eltelt időben a Duna jelentősen megváltoztatta a futását, medre nem volt tekintettel a közigazgatási határokra; a jugoszláv időkben ez azonban nem okozott gondot, lévén, hogy államhatárt nem érintettek az így előállt változások, csak belső határokat. A terület szomszédos a szerbiai Karapanđa és a Felső-Dunamellék Természetvédelmi Rezervátum erdős, mocsaras tájegységével.
A Szerbia és Horvátország közötti mélyebb határvita Jugoszlávia szétesése, a horvátországi háború és a horvát EU-csatlakozás után kezdődött. A 138 kilométeres közös határon elszórva találjuk a vitatott területeket. Szerbia a „követhetetlen” közigazgatási határokkal szemben a Duna jelenlegi középvonalát szeretné hivatalos határként elismertetni, Horvátország ellenben ragaszkodik a térképen rögzített, mostanában GPS-pontokkal letűzött, történelmileg kialakult határhoz. Az ő érvelésüket támasztja alá a nemzetközileg elfogadott Badinter-döntőbizottság határozata is, mely a jugoszláv tagköztársaságok határát tekinti nemzetközi határoknak. Az 1967-es jugoszláv népköztársasági katonai térképek ugyancsak ezt a határt rögzítik. Márpedig ez ugyanaz a kacskaringós vonal, melyhez a horvát fél ragaszkodik.
A horvát–szerb határrendezési elképzelések elveiből adódik, hogy ha a horvát állam tiltakozik Liberland ellen, azzal elismeri, hogy a Duna jobb parti területei az ő fennhatósága alatt állnak, mint ahogy azt a szerbek állítják. Amennyiben pedig a szerbek tiltakoznának, azzal borulna a Duna középvonalát államhatárnak tekintő álláspontjuk. Talán ez az abszurd helyzet mindkét szemben álló felet ráveheti a helyzet rendezésére. A szerb külügyminisztérium álláspontja szerint viszont az „új állam” nem Szerbia területén képződik, ezért Szerbiának nincs területi vitája vele.
Vít Jedlička kijelentette, hogy diplomáciai jegyzékváltást kell kezdeményezni mind Horvátország, mind Szerbia és később az összes többi államhoz a nemzetközi elismerés érdekében.
Vít Jedlička a Szabad Állampolgárok Pártjának tagja, amelynek értékrendje a klasszikus liberalizmus értékeivel egyezik. Jedlička és a pártbéli társa, Jaromír Miškovský vonták fel először a zászlót Liberland területén.
A Parlamentní Listy cseh újsággal készített interjúban Jedlička azt nyilatkozta, hogy a kezdeményezése pozitív reakciókat váltott ki főleg a pártjában, de a Polgári Demokrata Párt és a Cseh Kalóz párt néhány tagja is pozitívan fogadta a hírt.

### Az elnök letartóztatása

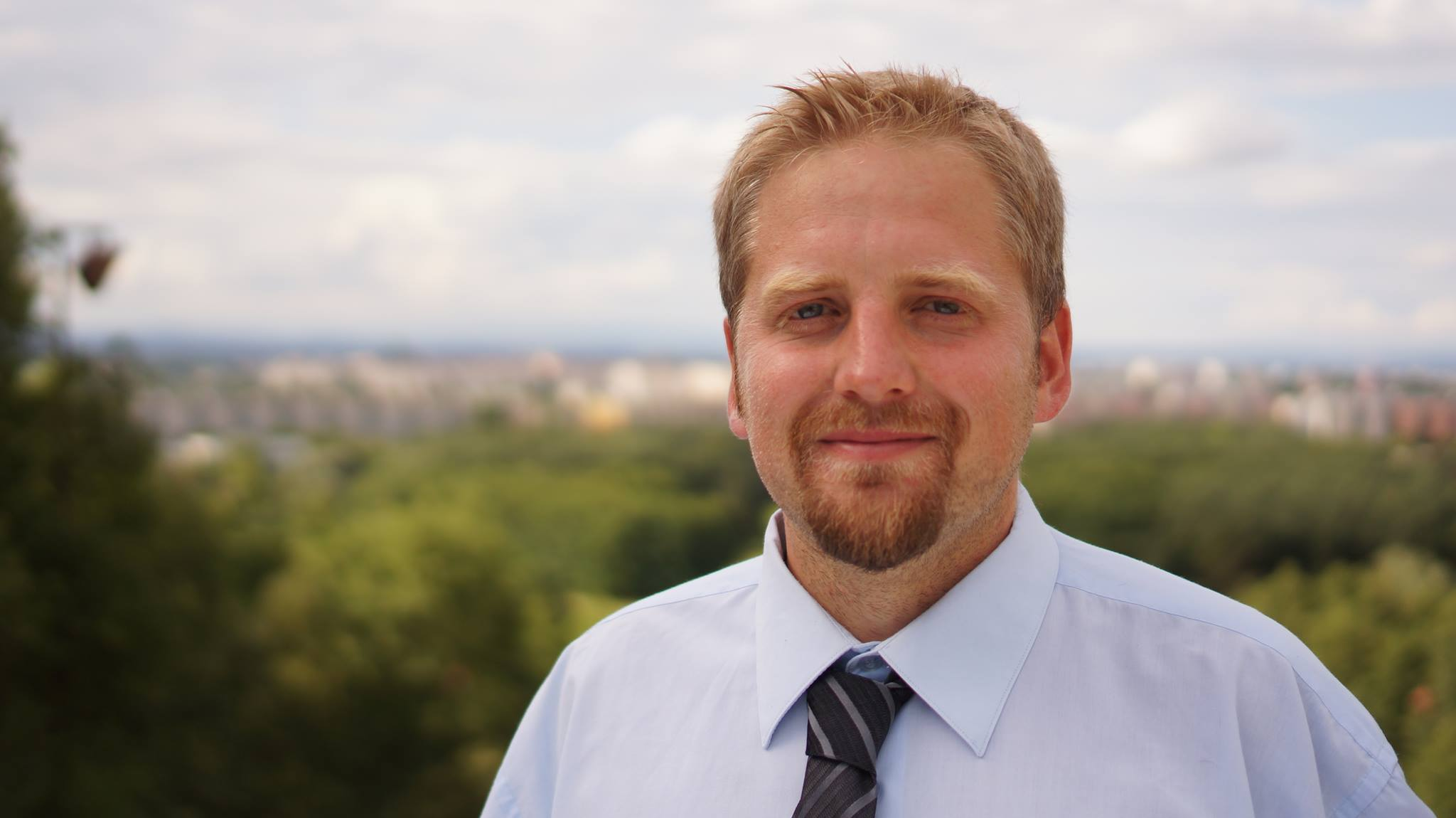
Vít Jedlička államfő

Vít Jedlička elnököt 2015. május 9-én este letartóztatta a horvát rendőrség egyelőre ismeretlen okokból. Jedlička még szombaton Zágrábban, a második világháború befejezése alkalmából rendezett Európa-napon több ország képviselőjével is találkozott, és meghívta őket a május 15-ére tervezett liberlandi grillpartijára. Ezt követően Eszékre utazott, hogy csónakot vásároljon. Végül autóval jutottak el Vörösmartra, ahol a horvát rendőrség várta. Jedlička közölte: az Európai Unió területéről egy olyan területre fog belépni, ahol már nincs hatáskörük. Ezt követően Jedlička átkelt a horvát-liberlandi „határon”. Fél órával később a rendőrség letartóztatta, tolmácsával együtt. Jedlička nem tanúsított ellenállást, noha nem volt hajlandó horvát területre lépni. A rendőrök a pélmonostori rendőrőrsre vitték. Pár óra múlva végül kiengedték.

## 2023 nyár
2023 augusztusára Liberlandon meghirdették a Floating Man Festivalt. Augusztus 7-én Liberland megnyitja első határátkelőjét Horvátország felé címmel bejelentettek egy megállapodást a horvátországi vörösmarti határőrséggel, miszerint a megfelelő okmányokkal érkezőket felengedik a fesztivál beléptető hajójára.

## Államszervezet

### Adminisztráció
A kormányt, tíz-tizenkét fővel javasolják felállítani az állam adminisztrációjának intézéséhez. Elektromos szavazórendszeren keresztül lesz lehetséges a tagok megválasztása.

### Határok és bevándorlás
Liberland nyílt határ politikát tervez folytatni. De a Facebook oldalukon bejelentették, hogy tárgyalásokat folytatnak a horvátokkal egy határátkelőhely nyitásáról.

### Állampolgárság
Liberland hivatalos mottója "Élni és élni hagyni". Az állam célja egy olyan társadalom kialakítása, ahol a tisztességes emberek boldogulni tudnak az állam felesleges szabályozásai és adói nélkül. Az alapítókat olyan országok inspirálták mint Monaco, Liechtenstein. Az állampolgársági kérelmeket elfogadják, a weboldal alapján pedig csak a kommunisták, nemzetiszocialisták és szélsőséges ideológiát valló emberek alkalmatlanok az állampolgársághoz.

### Alkotmány
Jelenleg, Liberland alapításának idejében, az alkotmány tervezés alatt áll, de a weboldalon már elérhető. Az alkotmányt Svájc inspirálta.

### Gazdaság
Vannak tervek egy hivatalos kriptopénz bevezetésére, ámbár az összes többi valuta engedélyezett lesz.
A politikusoknak alkotmányosan meg lesz tiltva, hogy eladósítsák a nemzetet.

## Kritikái
2015. április 17-én jelent meg a „Liberland” – avagy hogyan vert át mindenkit a cseh szélsőjobb? c. cikk az Átlátszó.hu internetes portálon. Ebben kifejtik a gerillaakció avagy médiahack hátterét, mely a Szabad Polgárok Pártjának (SSO) aktivistája, a cseh Vít Jedlička „műve”.

## Fordítás
Ez a szócikk részben vagy egészben  a   Liberland című angol Wikipédia-szócikk ezen változatának fordításán alapul.  Az eredeti cikk szerkesztőit annak laptörténete sorolja fel. Ez a jelzés csupán a megfogalmazás eredetét és a szerzői jogokat jelzi, nem szolgál a cikkben szereplő információk forrásmegjelöléseként.